# Aouille Tseuque
L'Aouille Tseuque (pron. AFI: [auj tsøk]; 3.554 m s.l.m.) è una montagna della Catena Gelé-Collon nelle Alpi Pennine. Si trova sul confine tra l'Italia (Valle d'Aosta) e la Svizzera (Canton Vallese).

## Toponimia
Il toponimo significa "punta secca" in patois valdostano (cf. in francese, "aiguille sèche").

## Caratteristiche
La montagna è collocata sul fianco del ghiacciaio d'Otemma. Dal versante italiano sovrasta la Valpelline.

## Salita alla vetta
Dal versante svizzero si può salire sulla vetta partendo dalla Cabane des Vignettes. Dal rifugio si sale al Col de Chermontane (3.037 m) e poi si scende il ghiacciaio d'Otemma passando sotto i contrafforti de La Sengla. Si risale il ghiacciaio di Blanchen e si passa nei pressi del refuge de l'Aiguillette. Infine si risale la cresta nord-est della montagna.